# Banco Safra
Banco Safra is een grote commerciële bank in Brazilië.
De bank is onderdeel van de Safra Groep en werd in 1955 opgericht door leden van familie Safra. Het imperium van deze familie is ontstaan uit handel in het Midden-Oosten tijdens het Ottomaanse Rijk. In 1952 besloot deze Joodse familie om naar Brazilië te verhuizen. Joseph Safra kocht zijn broer Mozes Safra uit en is president van deze bank.